# Typ-7-30-cm-Haubitze
Die Typ-7-30-cm-Kanone (jap. 七年式三十糎榴弾砲, Shichi-nenshiki sanjū-senchi ryūdanhō) war eine Haubitze, die vom Kaiserlich Japanischen Heer im Zweiten Japanisch-Chinesischen Krieg, im Japanisch-Sowjetischen Grenzkonflikt und während des Pazifikkrieges von 1918 bis 1945 eingesetzt wurde. Die Bezeichnung Typ 7 deutet dabei auf das Jahr der Truppeneinführung, dem 7. Jahr der Herrschaft von Kaiser Taishō bzw. 1918 nach gregorianischem Kalender, hin.

## Geschichte

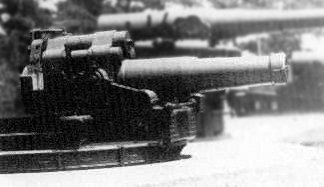
Eine Typ-7-30-cm-Haubitze mit kurzem Rohr

Die Typ-7-Haubitze wurde 1918 in das Kaiserlich Japanische Heer eingeführt und wurde, als Ergänzung zur 28-cm-Haubitze L/10, in der Küstenverteidigung eingesetzt. Obwohl es ein Kaliber von 305 mm hatte, wurde es Typ 7 30-cm-Haubitze genannt. Es gab zwei Varianten des Typ 7: eine mit einem 5,015 m langen Rohr, Kurzrohr genannt und eine mit einem 7,22 m langen Rohr, Langrohr genannt. Die Varianten hatten unterschiedliche Reichweiten von 11.800 bzw. 14.800 m. Vor allem beim Gewicht machten sich die unterschiedlichen Rohrlängen bemerkbar. Das Kurzrohr wog fast 60 Tonnen, während das Langrohr über 97 Tonnen schwer war. Die Haubitze war auf einem 360° schwenkbaren Drehkranz montiert und wurde in einer offenen Feuerstellung positioniert. Die Sprengkraft der 399 kg schweren Granaten war stark genug, sodass das Typ 7 auch als Belagerungsgeschütz verwendet wurde.
1933 wurde das Typ 7 Kurzrohr so modifiziert, sodass es, zerlegt auf neun Fahrzeuge, schnell verlad- und transportierbar war. Der Wagentross konnte sich im beladenen Zustand mit einer Geschwindigkeit von 20 km/h bewegen. Zu Tarnzwecken wurden die beweglichen Geschütze zunächst als 24 cm Spezialhaubitze benannt, um das Kaliber zu verschleiern.
Insgesamt wurden 10 Kurzrohr- und 20 Langrohr-Haubitzen gefertigt.
1944 wurde das 4. Selbstständige Schwere Artillerie-Bataillon mit Typ 7 Kurzrohr-Haubitzen auf die Philippinen in der Erwartung der Landung der Alliierten beordert. Oben im Bild ist ein Typ 7 zu sehen, das von US-Soldaten des 158. Regiments auf Luzon erobert wurde. Die abgebildete Geschützstellung war ca. 10 Meter breit und ca. 2,5 Meter tief. Die Haubitze war durch ein Haus getarnt, das, auf Schienen versehen, kurz vor dem Feuern zurückgeschoben werden konnte. Ein Garten mit Bananenstauden war um die Stellung herum gepflanzt, um den Tarneffekt zu erhöhen.
Im Februar 1940 wurden zwei Typ 7-Langrohr-Haubitzen in die Mandschurei zur Festung Kotō (chin. Hutou, Hulin) verlegt, um die japanische Verteidigung im Falle eines sowjetischen Angriffs zu stärken. Das japanische Heer hatte entlang der Grenze zur Sowjetunion acht Festungen anlegen lassen, wovon die Festung Kotō am Ussuri-Fluss die stärkste war. Großangelegte Festungswerke, ähnlich der Maginotlinie, wurden von der 4. Grenzschutz-Einheit bewacht. Die 1400 Mann starke Besatzung verfügte über zwei Batterien Feldgeschütze und Haubitzen, das Typ 90 24-cm-Eisenbahngeschütz sowie die Experimentelle 41-cm-Haubitze. Als die Sowjets im August 1945 in der Operation Auguststurm die japanischen Stellungen rund um die Festung Kotō angriffen wurde die gesamte Festungsbesatzung vernichtet und alle Geschütze gingen verloren.
Vier Typ 7 waren 1945 auf Honshū zur Küstenverteidigung eingesetzt.

## Technische Daten
|                            | Typ 7 Kurzrohr | Typ 7 Langrohr |
| -------------------------- | -------------- | -------------- |
| Kaliber                    | 305 mm         | 305 mm         |
| Kaliberlänge               | L/16           | L/23           |
| Rohrlänge                  | 5,02 m         | 7,22 m         |
| Höhenrichtbereich          | 2° bis +73°    | 2° bis +73°    |
| Seitenrichtbereich         | 360°           | 360°           |
| Geschützgewicht            | 59.200 kg      | 97.700 kg      |
| Geschossgewicht            | 399 kg         | 399 kg         |
| Mündungsgeschwindigkeit V0 | 400 m/s        | 500 m/s        |
| Maximale Reichweite        | 11.800 m       | 14.800 m       |